# Golovissima
Golovissima is een geslacht van vliesvleugeligen uit de familie Pteromalidae. De wetenschappelijke naam van dit geslacht is voor het eerst geldig gepubliceerd in 1982 door Dzhanokmen.

## Soorten
Het geslacht Golovissima is monotypisch en omvat slechts de volgende soort:
- Golovissima emeljanovi Dzhanokmen, 1982